# Pierre Bolle
Pour les articles homonymes, voir Bolle.
Pierre Bolle, né le 17 août 1923 à Chaillevette, en Charente-Maritime, et mort le 19 octobre 2010 à Briançon, est un historien et universitaire français, maître de conférences à l'Institut d'études politiques de Grenoble de 1960 à 1988. Spécialiste du protestantisme français durant la Seconde Guerre mondiale, il est également conservateur du musée du protestantisme dauphinois du Poët-Laval de 1979 à 2003.

## Biographie
Pierre Bolle est le fils du pasteur Jean Bolle et d'Henriette Charlotte Balfet. Il participe aux activités de la Fédération française des associations chrétiennes d'étudiants et distribue clandestinement Témoignage chrétien durant la guerre. Il fait une carrière à l'université Grenoble-II et à l'Institut d'études politiques de Grenoble, de 1960 à sa retraite, en 1988.
Il co-dirige, avec François Delpech, Monique Luirard, et Xavier de Montclos, les deux colloques de Grenoble et Lyon, Églises et chrétiens dans la Seconde Guerre mondiale, La Région Rhône-Alpes (1978) et La France (1982), et publie un article « L'Influence du barthisme dans le protestantisme français ». Il dirige un colloque au Chambon-sur-Lignon, publié sous le titre Le Plateau Vivarais-Lignon. Accueil et résistance 1939-1944 (1992), et un colloque Grenoble et le Vercors, de la Résistance à la Libération, 1940-1944 (1985). Il dirige avec Jean Godel un colloque sur Yves de Montcheuil.
Il est membre associé du comité de la Société de l'histoire du protestantisme français et membre de l'Académie delphinale. Il participe à l'organisation de nombreuses expositions au musée dauphinois. Il est président du conseil scientifique du musée de la Résistance et de la Déportation de l'Isère.
Il est inhumé au cimetière de Sainte-Croix-de-Caderle, dans les Cévennes gardoises. Son épouse Christiane, née Raymond, décédée en 2018, repose à ses côtés. 

## Hommage
Un colloque en sa mémoire, Protestants en Dauphiné, XVIe – XXIe siècles est organisé en 2016 au Musée dauphinois de Grenoble

## Publications
- (coll.) Chronologie des événements mondiaux de 1945 à 1962, 1963
- Le Protestant dauphinois et la république des synodes à la veille de la Révocation, La Manufacture, coll. « Archives du Dauphiné », 1985, 223 p. (ISBN 2904638482, lire en ligne)[5],[6].
- Les Pays protestants à la veille de la Révocation, t. 1 Le protestantisme en Dauphiné au XVIIe siècle, 1983
- (dir.) Grenoble et le Vercors : de la Résistance à la Libération : 1940-1944, PUG, 1995, 271 p.  (ISBN 270610998X)
- Jean Godel : Spiritualité, théologie et résistance, 1987, 382 p..
- « Les protestants français et leurs Églises pendant la Seconde Guerre mondiale », Revue d’histoire moderne & contemporaine, 1979, (n° 26-2), p. 286-297 lire en ligne sur Gallica [lire en ligne]
- Spiritualité, théologie et Résistance. Yves de Montcheuil, théologien au maquis du Vercors[7]
- (co-éd.) La Vie des Églises protestantes de la vallée de la Drôme de 1928 à 1938, avec P. Petit, actes du colloque de la faculté de théologie protestante de Montpellier (1974), éditions Institut protestant de théologie & Les Bergers et les mages, 1977, 286 p.  (ISBN 285304050X)[8]
- « Les femmes protestantes dans la Résistance », Bulletin de la Société de l'histoire du protestantisme français, vol. 146,‎ janvier-mars 2000, p. 185-192 (lire en ligne, consulté le 23 décembre 2020).
- « Les instances dirigeantes du protestantisme français face à la Guerre d'Algérie », Bulletin de la Société de l'histoire du protestantisme français, vol. 150,‎ octobre-décembre 2004, p. 643-657 (lire en ligne, consulté le 23 décembre 2020).
- Protestants en Dauphiné : L'aventure de la Réforme,  Éditions du Dauphiné Libéré, 2008, 50 p.  (ISBN 2916272453)
- Itinéraires protestants de la Drôme : Vallée de la Drôme et Diois, avec Henri Desaye & Eric Peyrard, Ampelos, 2012, 66 p.  (ISBN 2356180524)

### Documents sonores
- Jean-Hugues Carbonnier, Jean Guibal, Patrick Cabanel et Hugues Lehnebach, « Hommage à Pierre Bolle », sur Église protestante unie de Grenoble, 2 septembre 2016 (consulté le 20 décembre 2020).